# Marble Hill Park
O Marble Hill Park (em pt: Parque Marble Hill) é uma área de 66 acres (270.000 m²) de parque em Twickenham, no bairro londrino de Richmond upon Thames. É um Patrimônio Inglês que circunda a Marble Hill House, uma vila palladiana originalmente construída para Henrietta Howard, amante de Jorge II, entre 1724 e 1729.
O parque é classificado como Grau II* no Registro de Parques e Jardins Históricos.
Em 2015-16, a Historic England conduziu um estudo sobre a evolução do parque, abrangendo a análise dos planos de jardins do começo e meio do século XVIII.
De 2004 a 2006, o parque foi um local para eventos musicais ao ar livre organizados pelo Jazz Cafe. Em 26 de agosto de 2006, a banda pop vocal irlandesa Westlife realizou um show para sua Face to Face Tour apoiando seu álbum Face to Face.